# Bhit Šah
Bhit Šah ali Bhit (sindi ڀٽ شاهه) je majhno mesto v okrožju Matiari v provinci Sind v Pakistanu. Mesto je najbolj znano kot svetišče sindškega sufijskega pesnika šaha Abdula Latifa Bhittaija, ki so ga zaradi imena mesta (mesto je znano tudi kot Bhit Šah) začeli imenovati Bhittai (sindi ڀٽائي, od Bhit). Če gremo po cesti, ki zapusti Halo za Hiderabad, je onkraj grmovja osamljena skupina velikih belih gomil, ki tvorijo hribe, znane kot Bhit v sindiju.

## Svetišče Abdula Latifa Bhittaija
Svetišče šaha Abdula Latifa Bhittaija, ki je v središču mesta, je zgradil Mian Ghulam Šah Kalhoro, ki je vladal Sindu v poznem 18. stoletju. Kalhoro je ukazal zgraditi svetišče leta 1772. Gre za stavbo, prekrito s tradicionalnimi ploščicami Sindi Kaši, glaziranimi v barvah, kot sta modra in turkizna. Zadnje počivališče šaha Latifa je pod glavno kupolo stavbe. Njegov grob je obdan z izrezljanim lesenim paravanom in leži pod fresko. Glasbenike pogosto vidimo, kako pojejo serenade ob nenehnemu curljanju vernikov, ki obiščejo svetnika. Ob četrtkih zvečer se domačini zberejo, da bi se spomnili sufijskega svetnika z recitiranjem njegovih pesmi in igranjem glasbe. Urs Šaha Latifa se praznuje v islamskem mesecu safer.

## Muzej
V bližini svetišča je majhen muzej Bhit Šah, v katerem so razstavljene ljudske pravljice, omenjene v najbolj znanem delu šaha Abdula Latifa Bhittaija, Šah Jo Risalo. Med njimi sta Sohni Mehar in Umar Marui.